# Ilya Prigogine
Ilya Prigogine (en ruso: Илья́ Рома́нович Приго́жин, Iliá Románovich Prigozhin) (Moscú, 25 de enero de 1917-Bruselas, 28 de mayo de 2003) fue un físico, químico, sistémico y catedrático universitario de origen ruso, nacionalizado belga. En 1977 fue galardonado con el Premio Nobel de Química por sus investigaciones que lo llevaron a crear el concepto, en 1967, de estructuras disipativas.

## Biografía
Prigogine nació en Moscú, Imperio ruso, en un hogar de origen judío como Ilya Romanovich Prigogine; su padre Roman Abramovich Prigogine era ingeniero químico del Politécnico de Moscú y su madre, Julia Vichman, pianista. Huyó con su familia en 1921 de la Rusia soviética hacia Europa occidental, vivieron algunos años en Alemania, hasta que se establecieron definitivamente en Bélgica en 1929. 
Al igual que su hermano Alexandre, estudió química en la Universidad Libre de Bruselas. Allí fue profesor de fisicoquímica y física teórica a partir de 1947. Se nacionalizaría belga dos años más tarde, en 1949. Ese mismo año conocería a Alan Turing, quien entre 1952 y 1954 realizó investigaciones de biología matemática sobre la morfogénesis, que años después Prigogine consideró como trabajos pioneros.
En 1959, se convirtió en el director del Instituto Internacional de Solvay de Bruselas. Fue asimismo catedrático de química en la Universidad de Chicago y de física e ingeniería química en la Universidad de Texas en Austin en los Estados Unidos, donde fundó en 1967 el Instituto de Mecánica Estadística y Termodinámica.
En 1989 fue nombrado vizconde por el rey Balduino de Bélgica.
Autor de numerosos libros como Estudios termodinámicos de fenómenos irreversibles (1947), Tratado de termodinámica química (1950), Termodinámica de no equilibrios (1965), Estructura, disipación y vida (1967) o Estructura, estabilidad y fluctuaciones (1971). Junto con Isabelle Stengers escribió: El fin de las certidumbres, y el clásico La nueva alianza.
En 1985 fue investido doctor honoris causa por la UNED y en 1995 por la Universidad de Valladolid.

## Investigaciones científicas
Especialista en termodinámica, realizó investigaciones teóricas sobre la expansión de la termodinámica clásica en el estudio de los procesos irreversibles con la teoría de las estructuras disipativas. Utilizó la teoría del caos en sus investigaciones.
En 1977 fue galardonado por la Real Academia de las Ciencias de Suecia con el Premio Nobel de Química «por una gran contribución a la acertada extensión de la teoría termodinámica a sistemas alejados del equilibrio, que solo pueden existir en conjunción con su entorno».
Otro de sus más célebres libros, de título Tan solo una ilusión, es una antología de diez ensayos (elaborados entre 1972 y 1982) en los que Prigogine habla con especial ahínco sobre este nuevo estado de la materia: las estructuras disipativas, asegurando que con estos novedosos conceptos se abre un «nuevo diálogo entre el hombre y la naturaleza».
Partiendo de las siguientes preguntas Ilya Prigogine investigó el concepto del tiempo:
- ¿El tiempo, tiene un inicio?
- ¿Cómo se imprime el tiempo en la materia?
- ¿Cuál es el origen del universo?
- ¿Cómo apareció el tiempo en el universo?
- ¿El tiempo apareció con el Big Bang o antes?
- ¿Qué es la irreversibilidad?
- ¿Nos encontramos ante un universo mecánico o ante un universo termodinámico?
- ¿Qué están primero: las leyes reversibles de la mecánica, de la mecánica cuántica, de la relatividad o la dirección del tiempo como decía Aristóteles del antes y el después?
- ¿De donde viene esta perspectiva del antes y el después?
- ¿Hay que reconsiderar las estructuras de base de la física?
- ¿El tiempo es esencial como pensaba Bergson o es accesorio como pensaba Einstein?
- ¿Dónde está el tiempo?
- ¿Cuál es el tipo de sistema dinámico que puede conducir a la irreversibilidad?
- ¿Cuál es la ley fundamental del universo?
- ¿Cuál es el futuro de nuestro universo?

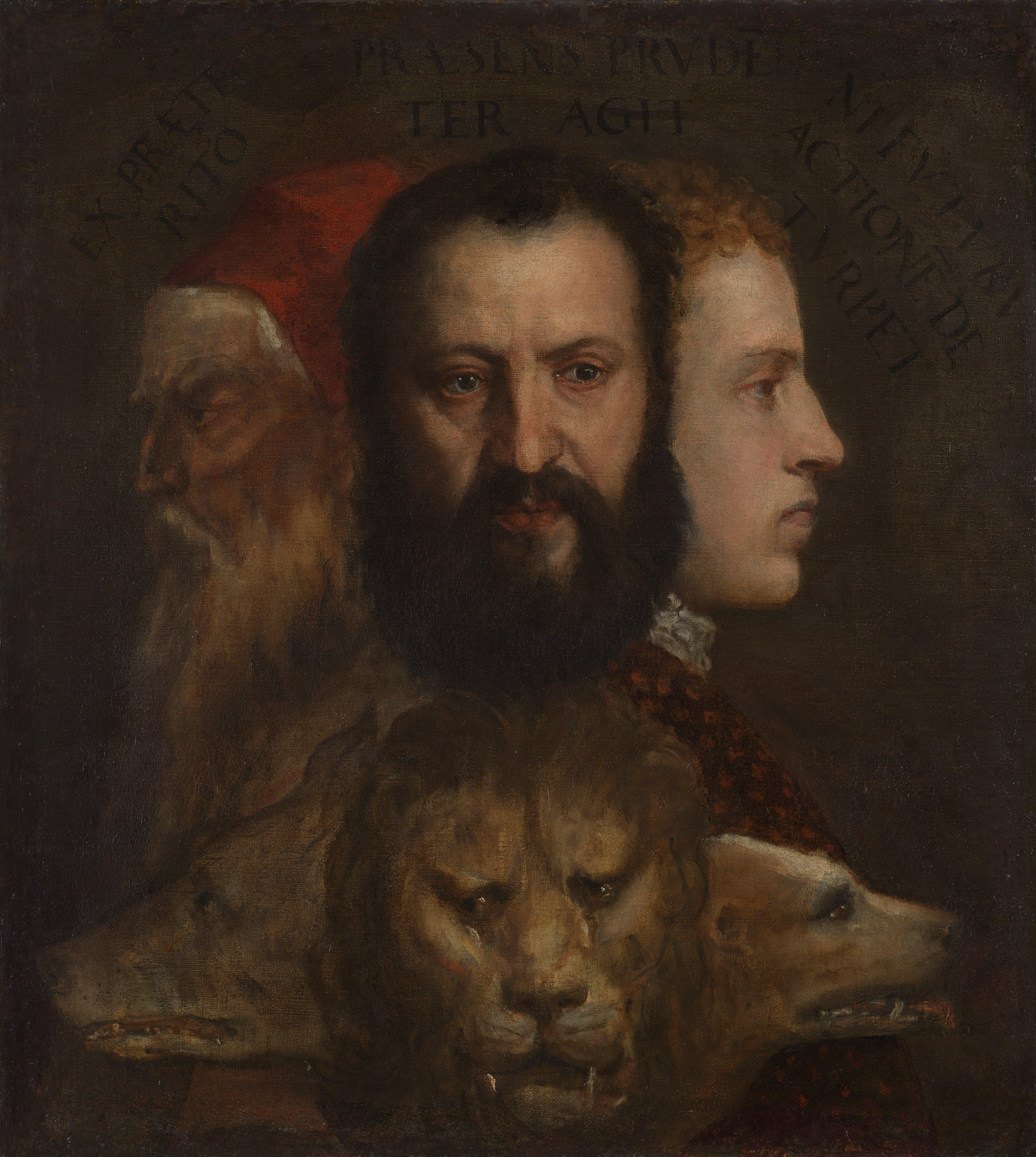
Alegoría del tiempo gobernado con prudencia por Tiziano.

Para Ilya Prigogine el tiempo precede al universo. Según Ilya Prigogine el universo es el resultado de una transición de fase a gran escala. El universo sería el resultado de una inestabilidad sucedida a una situación que le ha precedido. El universo que conocemos sería el resultado de una transformación irreversible de otro estado físico: cuando el tiempo se transformó en materia. La ruptura de la simetría, en el espacio, es consecuencia de una ruptura en la simetría temporal, es decir, de una diferencia entre el pasado y el futuro. La materia lleva consigo el signo de la flecha del tiempo. Su concepto de estructuras disipativas rompe la simetría euclidiana del espacio y la simetría del tiempo.
La novedad que aporta es que, lejos del equilibrio, la materia adquiere nuevas propiedades. Estas propiedades son completamente nuevas pero no dejan aislado al sistema como se creía hasta el momento.
Prigogine estudia los mecanismos matemáticos de formación de las estructuras disipativas, llevando a cabo experimentos numéricos en los que demuestra que, a partir de reacciones caóticas de no-equilibrio, se pueden formar cadenas de simetría rota pero con una nueva estructura ordenada. Esta ruptura de la simetría, en el espacio, ampliamente discutida por la filosofía del espacio y el tiempo, es consecuencia de una ruptura en la simetría temporal, es decir, de una diferencia entre el pasado y el futuro.
El concepto de estructura disipativa encuadra las propiedades que caracterizan los sistemas sometidos a condiciones de no-equilibrio:
- sensibilidad
- flexibilidad
- movimientos coherentes de gran alcance
- posibilidad de estados múltiples
- historicidad de las elecciones adoptadas por los sistemas

El concepto de estructuras disipativas no solo rompe el concepto de simetría del espacio euclídeo, sino que también rompe con la simetría del tiempo y genera un nuevo concepto de historicidad.
De sus investigaciones surge, en 1967, la teoría de las estructuras disipativas, por la que gana el Premio Nobel en 1977.

## Estado de equilibrio vs estado de no-equilibrio
En la materia en estado de equilibrio todo es lineal y existe una sola posibilidad o solución, en cambio en el estado de no-equilibrio las ecuaciones no son lineales y hay muchas propiedades posibles. Se trata de ecuaciones de no linealidad. La materia es más flexible. En el equilibrio es posible linealizar, todos los puntos que yacen sobre un mismo plano tienen las mismas propiedades, en cambio en el no-equilibrio hay una no linealidad de los comportamientos de la materia. Siempre aparecen nuevos estados físicos de la materia, una riqueza de comportamientos y multiplicidad que no es posible hallar en el equilibrio porque debemos introducir el elemento de la historicidad, del tiempo.
Para la dinámica de sistemas, un sistema en equilibrio no puede tener una historia ya que lo único que puede hacer es persistir en su estado, en el cual las fluctuaciones son nulas. No podemos comprender nuestro mundo si no tomamos en cuenta el no-equilibrio. Es fundamental entender las fluctaciones de todo sistema dinámico.
Para Prigogine es la función la que crea la estructura y los fenómenos irreversibles son el origen de la organización biológica, es decir, de la vida.
Prigogine piensa en tres exigencias para la física —irreversibilidad, probabilidad y coherencia— para poder concebir un universo evolutivo, para concebir las condiciones para la existencia de nuevas estructuras alejadas del equilibrio.
Estas concepciones sobre el orden, desorden, equilibrio y no-equilibrio corresponden a un cambio de paradigma en la ciencia, ya que hasta ese momento los científicos asociaban el orden con el equilibrio y el desorden con el desequilibrio.
Prigogine demuestra que el no-equilibrio es un fenómeno también ordenado, de otra forma, pero otro orden al fin. Sus ideas, contradicen todo lo que se pensaba hasta entonces.
La concepción clásica de las ciencias era determinista. El cálculo de las probabilidades se debía a que se suponía que se tenía una información imperfecta, pero que si se mejoraba la información, y se conocían todas las variables del inicio, se podría predecir el resultado final exactamente.
Probabilidad e irreversibilidad son conceptos estrechamente ligados. Para el determinismo, se necesitan calcular las probabilidades solamente porque se desconocen las condiciones iniciales. Si conociera todas las condiciones iniciales con exactitud podría determinar el resultado también con exactitud. Esa es la diferencia entre resultado determinista y resultado probabilístico.
A partir de Prigogine las estructuras de la naturaleza obligan a introducir el concepto de probabilidad independientemente de la información que se posea, con lo cual la descripción determinista solamente puede aplicarse a situaciones idealizadas no representativas de la realidad física de nuestro mundo. Con esto el determinismo científico fue derrotado definitivamente.
En todos los fenómenos que estudian los científicos se observan el papel creativo de los fenómenos irreversibles, el papel creativo del tiempo, el papel creativo de las estructuras disipativas y del no-equilibrio.
Prigogine se basa en estudios matemáticos teóricos y sus teorías son aplicadas a diferentes campos: el estudio del clima, la astronomía, la cosmología, la bioquímica, la química, la química biológica , la química orgánica y la química inorgánica, la física, la biofísica, la biología, la neurofisiología, la hidrodinámica, etc.

## Nacimiento del tiempo
Para Prigogine tiempo y eternidad son dos conceptos diferentes. El tiempo no es la eternidad, ni es el eterno retorno. La estructura del espacio-tiempo está ligada a la irreversabilidad pero el tiempo no es solamente irreversibilidad, devenir y evolución.
Para Prigogine no podemos hablar de un nacimiento del tiempo pero sí de un nacimiento de nuestro tiempo así como de un nacimiento de nuestro universo. Existen muchos tipos de tiempos: el tiempo astronómico, el tiempo de la dinámica, el tiempo químico interno, el tiempo biológico interno, que es la inscripción del código genético que prosigue a lo largo de miles de millones de años de la vida misma, el tiempo musical, etcétera. Es una convención humana contar el tiempo a partir de un acontecimiento, como por ejemplo, el nacimiento de Cristo.
El nacimiento de nuestro tiempo no es el nacimiento del tiempo. Ya en el vacío fluctuante preexistía el tiempo en estado potencial. El tiempo potencial es un tiempo que está ya siempre ahí, en estado latente pero que requiere un fenómeno de fluctuación para concretarse. El tiempo no ha nacido con nuestro universo: el tiempo precede a la existencia y podrá hacer que nazcan otros universos.
Los fenómenos irreversibles conducen a nuevas estructuras y, desde el momento en que aparecen estas nuevas estructuras, no hay vuelta atrás, no podemos pensar que los humanos somos los responsables de la aparición de la perspectiva del antes y del después. El antes y el después nos preceden, no son invenciones humanas, aunque sí lo es la forma en que medimos el tiempo, con relojes que tienen un movimiento periódico.
Si para Aristóteles, el tiempo es eterno y no tiene inicio y, para Einstein, el tiempo es una ilusión humana, es eterno, no reversible, pero relativo, para Prigogine el tiempo precede al universo. Para él el tiempo es irreversible y no es una ilusión como creía Einstein.
Prigogine se pregunta si la autonomía del tiempo desarrolla algún papel en la evolución de la vida, en la evolución biológica. La vida ha creado nuestro tiempo gracias a la creación de las biomoléculas, que son moléculas orgánicas a quienes la irreversibilidad les quebró la simetría. Al quebrar esta simetría espacial también quebró la simetría temporal, o sea, la simetría entre pasado y futuro. Eso es la historia de las moléculas, historia que permanece en su ADN y podemos rastrear.

## Origen del universo
En su teoría sobre el origen del universo, la relación entre espacio-tiempo por un lado y materia por el otro, no es simétrica. El espacio-tiempo se transforma en materia cuando la inestabilidad del vacío se corresponde con una explosión de entropía, lo cual es un fenómeno irreversible. La materia sería, por lo tanto, para Prigogine, una contaminación del espacio-tiempo. El tiempo precede al universo.
En 1922, gracias a Einstein, se abandona el modelo de un universo estático, por el modelo de un universo en expansión. En 1965 se descubre que el universo está formado fundamentalmente por fotones, ya que existen mil millones (109) de fotones por cada barión. El desorden se asocia a los fotones, mientras que el orden se asocia a los bariones. O sea, que nuestro universo tiene más desorden que orden.
Según Prigogine el universo es el resultado de una transición de fase a gran escala, el paso de un estado a otro. El universo sería el resultado de una inestabilidad sucedida a una situación que le ha precedido.
Contrariamente a la idea clásica de que habría habido una entropía despreciable que aumenta hasta la muerte térmica, estado en el que la entropía sería terminal, Prigogine localiza una enorme producción de entropía en el origen del universo.
Por eso, para Prigogine la muerte térmica está en los inicios del universo. La entropía total de universo procede del predominio de los fotones.
Prigogine hace comenzar el universo de una inestabilidad, un cambio de fase: el universo que conocemos sería el resultado de una transformación irreversible de otro estado físico, de un vacío fluctuante de antimateria.
El vacío fluctuante podía disminuir su energía emitiendo agujeros negros, lo cual es un fenómeno irreversible. En un primer momento, por la inestabilidad de las partículas de la masa crítica original, se van constituyendo grupos de masa que son pequeños agujeros negros del orden de 10 -3 g.
En ese momento el universo se expande de manera exponencial, pero esos agujeros negros se descomponen en tiempos de 10 -35 segundos. O sea que la materia lleva consigo el signo de la flecha del tiempo. En ese momento aparece el universo que ya está formado por fotones y bariones porque el tiempo se transformó en materia después de esta explosión de entropía.
El universo caliente y pequeño era un universo en equilibrio que se transformó en un universo de no-equilibrio con la aparición de la materia. Si el universo continuara en equilibrio no existiría la materia, y la aparición misma de la materia es una manifestación de la irreversibilidad. La existencia de materia y no de antimateria es la prueba de una ruptura de la simetría anterior.
En el siglo XXI ya no se cree, como se pensaba en el siglo XX, que la evolución del universo va en la dirección de la degradación, sino que la evolución va en la dirección del aumento de la complejidad, con nuevas estructuras que aparecen en cada nuevo nivel progresivamente, en todos los niveles existentes, sean del orden no viviente, como en las galaxias o estrellas, sean del orden viviente, como en los sistemas biológicos. Tanto en el orden microscópico como en el orden macroscópico.
Aunque todavía existen quienes creen que el porvenir del universo es una repetición, un eterno retorno y que el tiempo no es más que una ilusión humana y, también existen, quienes creen, como en la termodinámica clásica, que la evolución del universo consiste en una inevitable decadencia debido al agotamiento de los recursos disponibles, Prigogine sostiene, gracias a los avances de la ciencia y los nuevos conocimientos matemáticos, como los fractales, que la realidad de nuestro universo es mucho más compleja que eso.
Existen demasiadas posibilidades y elementos a tomar en cuenta y, existen siempre nuevos procesos de transformación y de aumento de la complejidad.

## La vida
Para Ilya Prigogine la vida es el reino de lo no lineal, de la autonomía del tiempo, de la multiplicidad de las estructuras, algo que no se ve en el universo no viviente. La vida se caracteriza por la inestabilidad por la cual nacen y desaparecen estructuras en tiempos geológicos.
Para Ilya Prigogine la vida es el tiempo que se inscribe en la materia y los fenómenos irreversibles son el origen de la organización biológica. Todos los fenómenos biológicos son irreversibles. Esta irreversibilidad es una propiedad común a todo el universo, todos envejecemos en la misma dirección porque existe una flecha del tiempo.
Para Prigogine es la función la que crea la estructura y los fenómenos irreversibles son el origen de la organización biológica, es decir, de la vida.
La vida no se corresponde a un fenómeno único; la vida se forma cada vez que las circunstancias planetarias son favorables. A partir de los principios de la termodinámica sabemos que el porvenir de la vida es incierto y desconocemos hasta donde puede llegar. Los sistemas dinámicos de la biología son inestables, por lo tanto se dirigen hacia un porvenir que es imposible de determinar a priori. El futuro está abierto a procesos siempre nuevos de transformación y de aumento de la complejidad de los sistemas vivos, de la complejidad biológica, en una creación continua.

## Obras
- Prigogine, Ilya (1961). Introduction to Thermodynamics of Irreversible Processes (2.ª edición). Nueva York: Interscience. OCLC 219682909. Este título se tradujo al castellano como Introducción a la termodinámica de los procesos irreversibles; traducido por M.García Velarde y A. Soilan Lorenzo, Selecciones Científicas, (1974).
- Glansdorff, Paul; Prigogine, I. (1971). Thermodynamics Theory of Structure, Stability and Fluctuations. Londres: Wiley-Interscience.
- Prigogine, Ilya; Herman, R. (1971). Kinetic Theory of Vehicular Traffic. Nueva York: American Elsevier. ISBN 0444000828.
- Prigogine, Ilya; Nicolis, G. (1977). Self-Organization in Non-Equilibrium Systems. Wiley. ISBN 0471024015.
- Prigogine, Ilya (1980). From Being To Becoming. Freeman. ISBN 0716711079.
- Prigogine, Ilya; Stengers, Isabelle (1984). Order out of Chaos: Man's new dialogue with nature. Flamingo. ISBN 0006541151.
- Prigogine, I. «The Behavior of Matter under Nonequilibrium Conditions: Fundamental Aspects and Applications in Energy-oriented Problems: Progress Report for Period September 1984--November 1987», Department of Physics at the University of Texas-Austin, United States Department of Energy (7 de octubre de 1987).
- Prigogine, Ilya; Stengers, Isabelle. Entre le temps et l'éternité. Paris, Fayard, 1988. Traducido al castellano como Entre el tiempo y la eternidad;1990, Alianza; versión de Javier García Sanz.
- Prigogine, I. «The Behavior of Matter under Nonequilibrium Conditions: Fundamental Aspects and Applications: Progress Report, April 15, 1988--April 14, 1989», Center for Studies in Statistical Mathematics at the University of Texas-Austin, United States Department of Energy (enero de 1989).
- Prigogine, I. «The Behavior of Matter under Nonequilibrium Conditions: Fundamental Aspects and Applications: Progress Report for Period August 15, 1989–April 14, 1990», Center for Studies in Statistical Mechanics at the University of Texas-Austin, United States Department of Energy-Office of Energy Research (octubre de 1989).
- Nicolis, G.; Prigogine, I. (1989). Exploring complexity: An introduction. Nueva York: W. H. Freeman. ISBN 0716718596. Traducido al castellano como La estructura de lo complejo; en el camino hacia una nueva comprensión de las ciencias (1994), Alianza Editorial.
- Prigogine, I. «Time, Dynamics and Chaos: Integrating Poincare's 'Non-Integrable Systems'», Center for Studies in Statistical Mechanics and Complex Systems at the University of Texas-Austin, United States Department of Energy-Office of Energy Research, Commission of the European Communities (octubre de 1990).
- Prigogine, I. «The Behavior of Matter Under Nonequilibrium Conditions: Fundamental Aspects and Applications: Progress Report for Period April 15,1990–April 14, 1991», Center for Studies in Statistical Mechanics and Complex Systems at the University of Texas-Austin, United States Department of Energy-Office of Energy Research (diciembre de 1990).
- Prigogine, Ilya (1993). Chaotic Dynamics and Transport in Fluids and Plasmas: Research Trends in Physics Series. Nueva York: American Institute of Physics. ISBN 0883189232.
- Prigogine, Ilya (1997). End of Certainty. The Free Press. ISBN 0684837056.
- Kondepudi, Dilip; Prigogine, Ilya (1998). Modern Thermodynamics: From Heat Engines to Dissipative Structures. Wiley. ISBN 9780471973942.
- Prigogine, Ilya (2002). Advances in Chemical Physics. Nueva York: Wiley InterScience. ISBN 9780471264316. Archivado desde el original el 17 de diciembre de 2012. Consultado el 29 de julio de 2008.
- Editor (con Stuart A. Rice) de Advances in Chemical Physics (enlace roto disponible en Internet Archive; véase el historial, la primera versión y la última). series de textos publicados por John Wiley & Sons (hoy con más de 140 vols.)
- Prigogine, Ilya (2012). El nacimiento del tiempo. Buenos Aires: Fábula Tusquets editores. ISBN 978-987-670-087-0.